# Angry Birds Toons
Angry Birds Toons (también llamada como Angry Birds: La serie animada en Hispanoamérica) es una serie animada de televisión finlandesa, dirigida por Nick Dorra quien participa como director de la serie, escrita por Mikael Hed, Lauri Konttori y Mikko Pöllä, y producida por Søren Fleng y Pablo Jordi junto con las empresas productoras Rovio Entertainment Corporation y Cake Entertainment basada en la franquicia de videojuegos Angry Birds (2009), siendo esta la primera serie producida por dicha empresa desarrolladora de videojuegos.
La serie consta de 3 temporadas y la determinación de estreno no varía en otros países, pero originalmente se estrenó en Finlandia entre el 16 y 17 de marzo del 2013 y en Estados Unidos el 15 de marzo de 2013, su última emisión fue el 13 de mayo de 2016 y por algunos meses solo están disponibles dentro de todas las apps Angry Birds y sus variantes, hasta el lanzamiento del sitio web Toons.TV, tras la eliminación de la página, los episodios estaban siendo lanzados cada 2 semanas en el canal de Rovio en YouTube, mientras que en la televisión, se estrenó el 2 de diciembre de 2013 en el canal Cartoon Network y fue sacado del aire en el año 2019. Actualmente esta serie se puede ver en Netflix en conjunto con las series Piggy Tales y Angry Birds Stella.

## Sinopsis
Esta serie animada, se narra acerca de una isla donde habitan unas aves furiosas llamadas los Angry Birds; entre ellas Red, un cardenal rojo y líder de la bandada quien junto a sus mejores amigos Chuck, un canario veloz muy narcisista; Bomb, un cuervo explosivo; Los Blues, un trío de pequeños azulejos azules traviesos; Matilda; una gallina amante de las artes escénicas y Terence, un cardenal rojo al igual que Red, pero grande y robusto; comenzarán a tener una rivalidad continua con los Bad Piggies, unos cerdos verdes que viven en un castillo grande lleno de lodo, y además intentarán robarse los huevos de las aves a toda costa, para que su Rey Cerdo se los coma.
Además en algunos episodios, narra las aventuras solo de aves o solo de cerdos, que en su mayoría son ocasionados por Los Blues, Chuck y los cerdos. También se muestra un episodio especial de Halloween (que estaría basado en Angry Birds Seasons), donde narra acerca de Bubbles, un pájaro naranja que posee la habilidad de inflarse, también comenzaría a tener una rivalidad con los cerdos (mayormente zombis, vampiros u hombres lobos), para poder proteger sus dulces.
Los episodios se publicaron semanalmente.

## Personajes

### Aves
- Red: Es un cardenal del desierto rojo, redondo, líder del rebaño y el protagonista principal de la serie. Se le describe a este personaje por mandar en el grupo, con un carácter temperamental, serio y por mostrar un gran interés en la protección y cuidado en los huevos de ser capturados por los cerdos, a pesar de sentirse agotado y cansado; como se puede observar en el episodio Off Duty, donde queda demostrado que Red hasta cuida los huevos durante los cambios de las estaciones del año, y al irse de vacaciones como relajo, no puede dejar de pensar en el peligro que corren ellos y todo lo que ve piensa que son huevos. Suele llamar la atención a sus amigos cuando hacen alguna travesura, principalmente a Chuck y a Los Blues, con quienes suele lidiar a cada rato.
- Chuck: Es el otro protagonista principal de la serie, un canario amarillo con forma triangular que puede moverse increíblemente rápido, hasta el punto de incluso ralentizar el tiempo, como se demuestra en el episodio Chuck Time (lo que revelaría que el poder de Chuck no es ir más rápido, sino hacer que todo vaya lento). Es increíblemente hiperactivo, arrogante, narcisista (como verse en el espejo), tonto, rebelde e incluso posee un complejo de héroes (como ser ninja o karateca a veces), aunque tiene el mejor interés del rebaño en el corazón. Con frecuencia causa problemas a todos a su alrededor debido a su necesidad de estar en el centro de atención o quedar bien con los demás. En el episodio Thunder Chuck, se revela que Chuck le tiene miedo a los relámpagos (que en realidad eran los cerdos quienes estaban provocándolos).
- Bomb: Es un cuervo negro con forma de bomba (como lo indica su nombre en inglés Bomb), con una "mecha" en la parte superior de su cabeza y tiene la capacidad de causar explosiones a voluntad. En el episodio Bomb's Awake, se demuestra que Bomb es sonámbulo y además causa explosiones cada vez que se pincha con un cactus o con cualquier otro objeto. Bomb es relajado y tiene una imaginación activa. A menudo se muestra como a un hermano mayor o figura paterna de los Blues, con quienes hacen bromas o suelen tener aventuras.
- Los Blues: Son un trío de azulejos azules, traviesos y amantes de la diversión al estilo de Doble de Riesgo, suelen causar problemas y hacer bromas tanto en los Cerdos como en los Pájaros a tal punto de hacerlos enojar, son los más jóvenes del rebaño. Sus nombres son Jay, Jake y Jim.
- Matilda: Es una gallina blanca con mejillas rosadas que sirve como la "madre" del grupo, principalmente para Los Blues. Posee con un estereotipo hippy, es amante de la naturaleza y siempre busca soluciones pacíficas a los problemas, pero pierde los estribos cuando las cosas no salen según lo planeado. Le gusta cocinar, las bellas artes escénicas como saxofonista y cantante de ópera; y la jardinería.
- Terence: Es un cardenal rojo al igual que Red, con la diferencia de que es el más grande, con un aspecto gruñón permanente, con una mirada intimidante y funciona como el "músculo" de la bandada. Prefiere guardar silencio, sólo gruñe para comunicarse, rara vez hace contacto visual y nunca parpadea, a veces suele sonreír, pero su emoción suele disminuir rápidamente. Normalmente se mueve alrededor del estilo de Ángel llorón, desapareciendo y reapareciendo en otro lugar sólo cuando otros personajes no lo miran, esto es visto en el episodio Run Chuck Run, donde Chuck queda intimidado luego de que este lo alcanza de forma extraña en la carrera, que al final también la gana. Su inmenso peso y personalidad de muro de piedra trabajan cómicamente en las tramas de los episodios.
- Bubbles: Es un pequeño turpial naranja que posee la habilidad de inflarse que sólo hace aparición en los episodios con temáticas de Halloween de la serie, sin la compañía de las otras aves. Al igual que Los Blues, es travieso y amante de la diversión. Tiene una mente de una sola pista en la adquisición de más y más caramelos.

### Cerdos
- Cerdo Cabo: Es un cerdo militarista que lleva un casco con un as de picas jugando a la carta. Venera al Rey Cerdo, le gusta intimidar a los demás y comanda a los cerdos esbirros en sus misiones para capturar los huevos. Según su perfil de Angry Birds, accidentalmente había pegado su casco de estaño en su cuero cabelludo, aunque un par de episodios muestran que se lo puede quitar. En los primeros episodios, este tiene una apariencia más juvenil, pero en los otros episodios se lo ve medio achacoso.
- Rey Cerdo: Es el antagonista principal de la serie, un cerdo grande con una corona en la cabeza. Es glotón, perezoso, estúpido y egoísta, quiere que los cerdos le obedezcan en todo, además de tener un intenso deseo de comerse los huevos de los Angry Birds. Su ego también es muy frágil, a menudo comportándose como un niño mimado cuando las cosas no van por su camino. Una broma en el espectáculo es que su palacio está siendo constantemente reducido a escombros por las diversas travesuras de las aves y cerdos. En el episodio Where´s My Crown? se muestra que el rey cerdo sin su corona, los otros cerdos lo tratan mal, como un cerdo común y corriente.
- Cerdo Capataz: Es un cerdo con un bigote de color naranja ocre brillante y un ojo sin visión que está a cargo como ingeniero de construcción. De vez en cuando lidera la acusación por robar los huevos de los pájaros cuando el Cerdo Cabo no lo está haciendo.
- Cerdo Chef: Es un cerdo con sombrero de chef y bigote francés que cocina para el Rey y con frecuencia ayuda con el vandalismo de huevos. En realidad es increíblemente tortuoso, y actuará contra incluso los otros cerdos, incluido el rey, si le conviene, tal y como se demuestra en el episodio Trojan Egg.
- Bad Piggies / Cerdos Zombis / Cerdos Lobos: Son los cerdos verdes que sirven obedientemente al Rey, aunque prefieren divertirse, causando problemas o arruinando los planes del robo de los huevos. Como grupo, son una fuerza de trabajo competente y confiable, habiendo construido toda una ciudad para su especie, en marcado contraste con el estilo de vida no en la tierra de las aves.
- Cerdo Profesor: Es un cerdo inteligente con gafas de lente cuadrada y cejas de ojos grises, es dueño de un laboratorio científico en una casa que comparte con el Cerdo Capataz. En el laboratorio lleva a cabo múltiples experimentos científicos, pero la mayoría de las veces el Cerdo Capataz y el Cerdo Cabo cambian los experimentos en esquemas para robar huevos. Algo curioso de este personaje, es que es el único cerdo que no intentó hacer planes de robo de los huevos.
- El Porkador: Es un Cerdo Gordo que usa un traje rojo de lucha y es el más grande que los otros cerdos, incluido el Rey Cerdo, es utilizado por el Cerdo Cabo para intimidar a las aves, debido a su tamaño y fuerza; pero no se utiliza muy comúnmente, ya que carece de agilidad, luego de que no pudiése atacar a Terence.

### Reparto
| Nombre         | Actor de voz       |
| -------------- | ------------------ |
| Red            | Antti Pääkkönen    |
| Terence        | Heljä Heikkinen    |
| Chuck          | Antti LJ Pääkkönen |
| Bomb           | Pasi Ruohonen      |
| Matilda        | Antti LJ Pääkönen  |
| Los Blues      | Lynne Guaglione    |
| Los Blues      | Heljä Heikkinen    |
| Bubu           | Antti LJ Pääkönen  |
| Estella        | Heljä Heikkinen    |
| Cerdos Obreros | Antti LJ Pääkönen  |
| Cerdos Obreros | Antti Pääkönen     |
| Cerdo Cabo     | Antti LJ Pääkönen  |
| Rey Cerdo      | Antti Pääkkönen    |

## Planificación de la serie
Rovio Entertainment anuncio esta nueva serie de televisión basada en los juegos de video de Angry Birds. Son 52 episodios cortos (de 3 minutos cada uno aprox.). La serie es producida por el estudio de animación finlandés Kombo, que Rovio Entertainment compró en junio de 2011. La primera temporada cuenta con 52 episodios y el tema musical es Angry Birds. Se estrenó en todos las plataformas de Angry Birds el 15 y 16 de marzo de 2013 empezando con el episodio "Chuck Time". Los productores estuvieron felices con la propuesta:

«Estoy feliz de decir que vamos a lanzar una serie de animación semanal de este año de los contenidos en formato corto».
Nick Dorra, director de animación en Rovio

El último episodio de la primera temporada fue "Bomb's Awake". Rovio anuncio la 2ª temporada de la serie, cuyo estreno se produjo el 19 de octubre de 2014 empezando con el episodio "Treasure Hunt".
A partir de enero de 2016, Rovio anuncia que Angry Birds Toons se podrá ver a través de Netflix en capítulos de 15 minutos, que compilan 5, más uno de Angry Birds: Stella y dos de Piggy Tales.

## Especiales
En 2011, Nickelodeon de Estados Unidos ha mostrado Angry Birds: Wreck the Halls, un especial de Navidad salió al aire el 17 de diciembre de 2011, y Angry Birds Space, una precuela animada del videojuego del mismo nombre en marzo del 2012.

## Lanzamientos en DVD y Blu-Ray
Se lanzó el volumen 1 con los primeros 26 episodios en DVD y Blu-ray el 3 de diciembre de 2013. Más tarde lanzó el volumen 2 con los demás 26 episodios restantes también para DVD y Blu-Ray el 15 de abril de 2014.
Luego lanzó 2 DVD de la temporada 2 con 13 episodios cada uno y otros 2 de la temporada 3 con 13 episodios cada uno.

## Personal
- Producción
  - Søren Fleng (temporada 1) (52 eps)
  - Pablo Jordi (temporadas 2–3) (52 eps)

- Directores
  - Nick Dorra

- Escritores
  - Mikael Hed
  - Lauri Konttori
  - Mikko Pöllä
  - Chris Sadler
  - Ian Carney

- Música
  - Mike Reagan
  - David Schweitzer
  - Benny Oschmann
  - Alexander Röder
  - Douglas Black Heaton
  - Salla Hakkola

## Episodios
| Temporada | Temporada | Episodios | Internacional         | Internacional       | Latinoamérica         | Latinoamérica       |
| Temporada | Temporada | Episodios | Comienzo              | Final               | Comienzo              | Final               |
| --------- | --------- | --------- | --------------------- | ------------------- | --------------------- | ------------------- |
|           | 1         | 52        | 16 de marzo de 2013   | 8 de marzo de 2014  | 17 de marzo de 2013   | 9 de marzo de 2014  |
|           | 2         | 26        | 19 de octubre de 2014 | 12 de abril de 2015 | 20 de octubre de 2014 | 13 de abril de 2015 |
|           | 3         | 26        | 1 de octubre de 2015  | 13 de mayo de 2016  | 2 de octubre de 2015  | 14 de mayo de 2016  |

## Spin-Offs
El 11 de abril de 2014 se estrenó una serie de cortometrajes titulado "Piggy Tales", una miniserie animada donde se muestran las locuras que hacen los cerdos. Esta serie estuvo compuesta por 27 episodios y su último episodio fue estrenado el 10 de octubre de 2014.
El 16 de diciembre se estrenó episodio especial de Navidad para celebrar las 4 billones de visitas en ToonsTV.
Rovio también estrenó otra serie titulada Angry Birds Stella, donde trata de la vida de Stella. Esta serie es parte de un spin-off del juego también titulado como "Angry Birds: Stella". Esta serie se estrenó el 1 de noviembre de 2014.
Desde enero de 2016, ambos spin-offs se transmiten en conjunto con Angry Birds Toons a través de Netflix.